# Hilary Majewski
Hilary Majewski (født 15. maj 1838 i Radom, død 21. juli 1892 i Łódź) var en polsk arkitekt, der fra 1872 og frem til sin død var Łódź' byarkitekt.
Majewski fuldførte Det kejserlige kunstakademi i Sankt Petersborg. Han var meget aktiv og bliver regnet som den største byarkitekt i byens historie. Han stod for 546 bygningsprojekter i Łódź og tegnede villaer, fabrikantpaladser og lejeboliger inspireret af italiensk renæssance. Han havde også tilsyn over byggeriet af blandt andet fabrikker, veje og broer.
Majewski tegnede mange af murstenshusene ved Piotrkowska-gaden (blandt andet Hotel Grand). Hans mest kendte projekter omfatter:
- Izrael Poznańskis palads
- Fabrikskomplekset Księży Młyn
- St. Aleksander Nevskij-katedralen
- Izrael Poznańskis fabrikskompleks (Manufaktura)
- Kreditselskabets sæde i Łódź